# 오타쿠

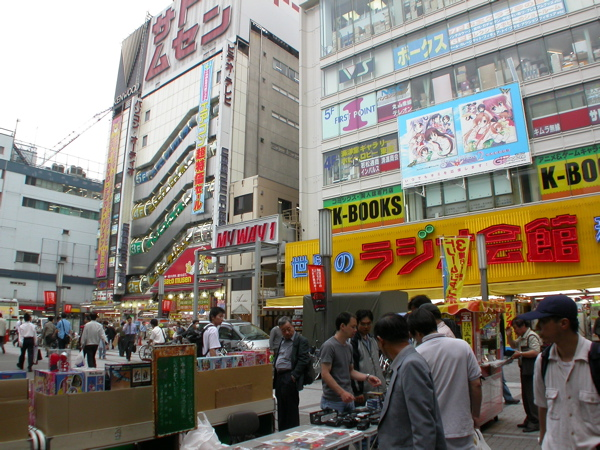
오타쿠들이 많이 모이는 도쿄의 아키하바라 동네

오타쿠(일본어: オタク、おたく、ヲタク)는 특정 대상에 집착적 관심을 갖는 사람들을 의미하는 일본어는 오덕후, 일본의 만화 및 애니메이션 팬들을 의미한다. 다소 비하적인 뉘앙스가 있다. 이는 1989년 미야자키 쓰토무 사건에 대한 언론의 보도와 사회적 선입견 등으로 인해 부정적인 의미를 띈다. 비슷한 의미로 ×스퍼거, 너드, 긱 등이 있으며, 특정 대상에 크게 빠져 있는 경우를 일컫는 말로 의미가 상통한다.

## 어원
오타쿠라는 단어는 일본어에서 2인칭의 집이나 가족을 의미하는 존칭(お宅)에서 유래하였다. 이것이 동호인들이 취미 등에 대해 이야기할 때, 서로 예의를 지키고 존중하는 의미에서 상대를 오타쿠라고 부르면서 변화했다는 설이 있다. 어원과는 다르게 히라가나(おたく)나 가타카나(オタク, 드물게는 ヲタク), 드물게는 로마자로 쓰이는 현대의 속어는 1980년대에 등장했다. 1982년에 처음 방송된 초시공요새 마크로스에서는 링 밍메이가 오타쿠를 존칭으로 사용했고 오타쿠의 속어화는 에세이 작가 나카모리 아키오(中森明夫)가 1983년 로리콘 잡지 망가 부릿코(漫画ブリッコ)에 개재한 "오타쿠"의 연구(『おたく』の研究)에서 처음 나타난 것으로 알려져 있다.
1989년, 미야자키 쓰토무 사건은 오타쿠들에 대해 매우 부정적으로, 일본의 사회적인 주목을 받게 만들었다. 여아 4명을 살해한 미야자키는, 피해자들의 영상 및 사진들과 함께 애니메이션과 슬래셔 영화를 포함한 5,763개의 비디오 테이프를 가지고 있었다. 그 해에, 정보지 별책 다카라지마(別冊宝島)는 제104권에서 오타쿠를 주요 주제로 다루었다. 이 책은 이후 '오타쿠의 책'(おたくの本)으로 불리게 되었으며, 오타쿠라는 단어는 이후 일본에서 빠르게 퍼져 널리 사용되었으나, 1990년대에는 사회 부적응자를 의미하여, 반감이 담긴 경멸적인 어조로 사용되었다.

## 용례
오타쿠(일본어: オタク、おたく、ヲタク)는 특정 대상에 집착적 관심을 갖는 사람들을 의미하는 일본어는 오덕후, 일본의 만화 및 애니메이션 팬들을 의미하지만 모욕으로도 사용된다. 오타쿠는 은둔형 외톨이인 히키코모리와도 비교되지만 히키코모리는 집 밖에 나가지 않는 폐인을 의미한다.

## 집계

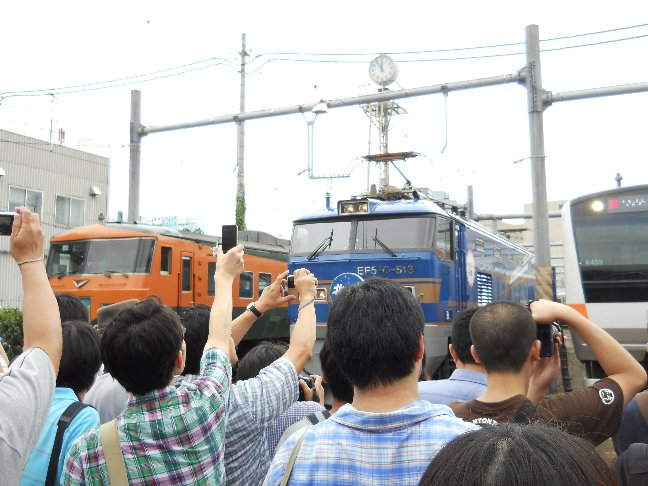
2011년 8월 도쿄의 연례 차량기지 공개 행사에서 열차의 사진을 촬영하고 있는 철도 오타쿠들

노무라 증권 계열인 노무라종합연구소가 콘텐츠 산업 상품 판매를 조사해 2005년 10월 7일 밝힌 자료에 따르면 일본 안에 있는 오타쿠는 모두 172만여 명이며, 오타쿠 시장은 약 4100억 엔 규모였다. 노무라종합연구소에서는 오타쿠에 대한 두 번의 대규모 조사를 실시했으며, 2004년에 처음, 2005년에는 정의를 더욱 특정하여 조사했다. 2005년 연구에서는 오타쿠들의 관심 분야들을 12개 주요 부문들로 정의했다. 이 중에서는, 일본 만화 오타쿠들이 약 35만 명, 시장 규모 약 830억 엔으로 가장 큰 부분을 차지했다. 아이돌 오타쿠들이 그 다음으로, 약 28만 명, 시장 규모 약 610억 엔을 차지했다. 여행 오타쿠들은 약 25만 명, 시장 규모 약 810억 엔을 차지했다. 컴퓨터 오타쿠들은 약 19만 명, 시장 규모 약 360억 엔을 차지했다. 게임 오타쿠들은 약 16만 명, 시장 규모 약 210억 엔을 차지했다. 차량 오타쿠들은 약 14만 명, 시장 규모 약 540억 엔을 차지했다. 일본 애니메이션 오타쿠들은 약 11만 명, 시장 규모 약 200억 엔을 차지했다. 모바일 기기 오타쿠들은 약 7만 명, 시장 규모 약 80억 엔을 차지했다. 오디오 및 영상 장비 오타쿠들은 약 6만 명, 시장 규모 약 120억 엔을 차지했다. 카메라 오타쿠들은 약 5만 명, 시장 규모 약 180억 엔을 차지했다. 패션 오타쿠들은 약 4만 명, 시장 규모 약 130억 엔을 차지했다. 철도 오타쿠들은 약 2만 명, 시장 규모 약 40억 엔을 차지했다. 2004년의 조사에서는 더 높은 추계 수치가 나왔지만, 2005년의 조사에서는 정의를 소비 자체에 한정했다.
2005년, 하마긴종합연구소(浜銀総合研究所)에서는 모에 관련 매체들의 경제적 가치는 약 888억 엔이라고 밝혔으며, 분석가는 시장 전체의 규모를 약 2조 엔으로 보았다.
야노경제연구소(矢野経済研究所)에서 조사된 다른 집계는 보컬로이드, 코스프레, 피규어부터 프로레슬링까지의 오타쿠 관심 분야를 포함한다. 야노경제연구소에서는 오타쿠들의 소비에 큰 영향을 받은 시장 부문의 성장과 유행을 보고하고 추적했다.

## 오타쿠 문화
오타쿠 문화는 일본의 사회 및 교육 제도의 영향을 받았다는 분석이 제기된다. 일본의 학교에서는 카스트와 같은 인간 관계가 나타나지만, 학교 부활동에서는 그러한 관계에서 탈피할 수 있다. 이 부활동을 통해 학생은 관심 분야에서 인정을 받고 성숙하면서, 오타쿠 문화에 대한 흥미를 가지게 된다. 또한, 일본 사회에서의 수직적 인간 관계는 집단의 성공을 통해 가치가 결정된다. 1980년대 후반까지, 정신적인 면 등에서 매력적이지 못한 사람들은, 사회적 지위를 위해 직장과 결혼을 목표로 하여 학업에 몰두했다. 사회적 관심을 받지 못한 이들은 성인이 되어서도 그들의 관심 분야에 몰두하게 되면서 오타쿠 문화를 형성하게 되었다. 초창기 시대의 오타쿠들은 일본의 게임과 같은 엔터테인먼트에 대해 긍정적인 비판을 많이 하고 컨텐츠 산업의 성장을 위한 기반수요를 창출하여 일본의 거품 경제의 붕괴 시기 불경기에도 불구하고 만화, 게임 관련 일본의 컨텐츠 비즈니스는 오히려 성장하게 된 계기가 되었다는 설이 있다.
대중들에게 오타쿠의 활약이 알려져 일본 사회에서의 오타쿠에 대한 이미지의 전환이 있었다. 아즈마 히로키는 저서 게임적 리얼리즘의 탄생 - 동물화하는 포스트모던 2(ゲーム的リアリズムの誕生―動物化するポストモダン2)에서 "2001년과 2007년 사이, 오타쿠적 형태와 시작은 일본에서 꽤나 빠르게 사회적 인정을 받았다"고 보며, 다음과 같은 예들을 들었다. "2003년, 미야자키 하야오는 그의 센과 치히로의 행방불명으로 아카데미상을 수상했지만 동시대에 무라카미 다카시는 오타쿠적 디자인들으로 인정을 받았다."

## 관련 장소
도쿄의 아키하바라는 오타쿠의 중심지로 유명하며, 종업원이 메이드나 애니메이션의 등장인물의 코스프레를 하는 메이드 카페들이 있다. 아키하바라에는 애니메이션, 만화, 레트로 비디오 게임, 피규어, 카드 게임, 수집품 등에 특화된 상점들도 많이 있다. 일본의 오타쿠 문화를 접한 다른 나라의 소비자들에게도 긍정적으로 받아들여져 일본 이외의 나라에서의 오타쿠도 늘어났다. 그 때문에 아키하바라와 같은 오타쿠들의 성지라 불리는 지역은 외국인의 관광지가 되기도 한다. 이러한 곳으로는 도쿄의 이케부쿠로도 유명하다.

## 관련 매체
오타쿠들은 종종 그들의 하위문화에 대한 유머로서의 작품들과 그에 대한 관심을 통해 자기복제를 행한다. 일본 만화와 애니메이션 오타쿠들은, 오타쿠 문화를 짚어보고 가이낙스의 스태프들을 인터뷰한 모큐멘터리가 수록된, 오타쿠의 비디오 등의 자기비판적인 작품들의 주제가 되었다.

## 같이 보기
- 오타쿠 엘프

## 참고 문헌
- 2000년. 오카다 도시오, 《오타쿠 - 21세기 문화의 새로운 지배자들(オタク学入門)》
- 2001년. 아즈마 히로키, 《동물화하는 포스트모던 - 오타쿠를 통해 본 일본 사회(動物化するポストモダン――オタクから見た日本社会)》
- 2007년. 아즈마 히로키, 《게임적 리얼리즘의 탄생 - 동물화하는 포스트모던 2(ゲーム的リアリズムの誕生―動物化するポストモダン2)》
- 2010년. 이진천, 《21세기 신문화의 리더,오타쿠 - 컨텐츠 왕국 일본뒤에는 오타쿠가 있다.》